# Daïra d'Aïn El Hadjel
La Daïra de Aïn El Hadjel est une circonscription administrative algérienne située dans la wilaya de M'Sila. Son chef-lieu est situé sur la commune éponyme de Aïn El Hadjel.
La daïra regroupe les deux communes de Aïn El Hadjel et Sidi Hadjeres.